# Mino Danmark
Mino Danmark (stiftet 9. marts 2016) er en interesseorganisation, der arbejder for at styrke minoritetsetniske danskeres muligheder, stemmer og samfundsdeltagelse. Foreningen fokuserer især på den unge generation med minoritetsbaggrund, der er efterkommere af indvandrere. Foreningens formål er dobbelt, idet den både arbejder for at opmuntre unge efterkommere til at blive aktive og engagerede samfundsborgere, og for at samfundet vil anerkende dem som ligestillede individer.
Foreningen havde ifølge sin hjemmeside over 1.000 medlemmer i 2019. Foreningen kom på finansloven i forbindelse med Finanslov 2020, hvor den modtog 2 mio. kr. fra staten til sine aktiviteter.

## Baggrund
Mino Danmark blev stiftet af dansk-palæstinenseren Niddal El-Jabri i marts 2016. El-Jabri havde året inden været hovedmanden bag en demonstration for sammenhold på tværs af religiøse skel i form af en fredsring ved Københavns Synagoge efter drabet på Dan Uzan ved synagogen i februar 2015. Med Mino Danmark ønskede han at skabe en almennyttig, folkeoplysende forening, der ville sikre ligestilling for og samfundsengagement hos minoritetsborgere. Formålet var således dobbelt: Både at få unge med minoritetsbaggrund til at engagere sig og udfylde en konstruktiv rolle i samfundet, og samtidig at arbejde for, at samfundet anerkender dem som ligestillede individer. El-Jabri har sammenlignet Mino Danmarks formål med den gamle danske Grænseforeningen, der har kæmpet for, at det danske mindretal i Sydslesvig kunne få lige rettigheder og anerkendelse i flertalssamfundet.

## Organisation
Mino Danmark har en bestyrelse på tre medlemmer, der udpeges af et repræsentantskab på syv medlemmer. I 2020 blev Moussa Mchangama forperson for foreningen. Han afløste forfatteren og TV-værten Abdel Aziz Mahmoud. Blandt andre repræsentantskabsmedlemmer i tidens løb har været professor Garbi Schmidt, forskningsleder Thomas Gammeltoft-Hansen og journalist Paula Larrain. Et sekretariat med seks ansatte i København ledet af El-Jabri som direktør står for den daglige drift.

## Aktiviteter
Foreningen arrangerer bl.a. debatarrangementer ved navn "Mino Talks" rundt om i landet (inklusive et arrangement på Færøerne). Foreningen har udviklet en onlineplatform, Mino Educate, hvor danske undervisere kan finde værktøjer til undervisningen. I 2020 er det planen at starte to lokale ungdomsforeninger, og på længere sigt at åbne flere i hele landet med henblik på forankring som en selvstændig enhed under Dansk Ungdoms Fællesråd. Mino Danmark har i længere tid haft ungdomsmagasinet "Mino Views", skrevet af unge.